# Teatro Poliziano
Il Teatro Poliziano è situato a Montepulciano.

## Storia e descrizione
L'origine del teatro è legata alle vicende dell'Accademia degli Intrigati, che nell'ultimo decennio del '700 studiò la possibilità di realizzare un nuovo teatro.
Un primo progetto redatto dall'architetto Leonardo De Vegni venne giudicato troppo costoso. Nel 1793 venne invece approvato un progetto redatto dall'architetto pratese Giuseppe Valentini e nel 1796 il nuovo teatro fu ultimato utilizzando i locali del Monte Pio sottostanti il Duomo.
Preceduta da un vestibolo ovale e da un ampio ingresso, la sala presentava la pianta a ferro di cavallo con 72 palchi distribuiti in quattro ordini. Dopo alcune modifiche di minore importanza attuate nel 1836 e nel 1870, fu deciso un restauro più completo per ammodernare la copertura della sala e adeguare il teatro ai nuovi gusti. Nel 1880 fu incaricato del progetto l'architetto Augusto Corbi che eseguì il rinnovamento del teatro con la collaborazione del pittore Rotellini e del decoratore Angelo Franci.
Nella prima parte del '900 il teatro subì di nuovo alcuni lavori, soprattutto per l'adeguamento dell'impiantistica alle norme di sicurezza: nel periodo 1904-10 vennero realizzati il loggione e il nuovo impianto elettrico; nel 1945 furono rimodernati i servizi e modificata la struttura del tetto. Fra il 1962 e il 1966, su richiesta del Genio Civile, tutti i solai lignei dei palchetti vennero sostituiti con solai in cemento. Infine nel 1980, dopo la sua cessione al Comune, il teatro è stato interessato a un ultimo progetto di restauro redatto agli architetti Giuseppe e Alberto Samonà.
Il teatro, salvo qualche parentesi nell'ultimo dopoguerra, ha sempre ospitato una ricca e costante attività teatrale e lirica e da qualche decennio ha proseguito questa tradizione soprattutto nell'ambito dei cartelloni estivi del Cantiere Internazionale d'Arte e in quelli invernali dell'Associazione Intercomunale della Valdichiana senese.

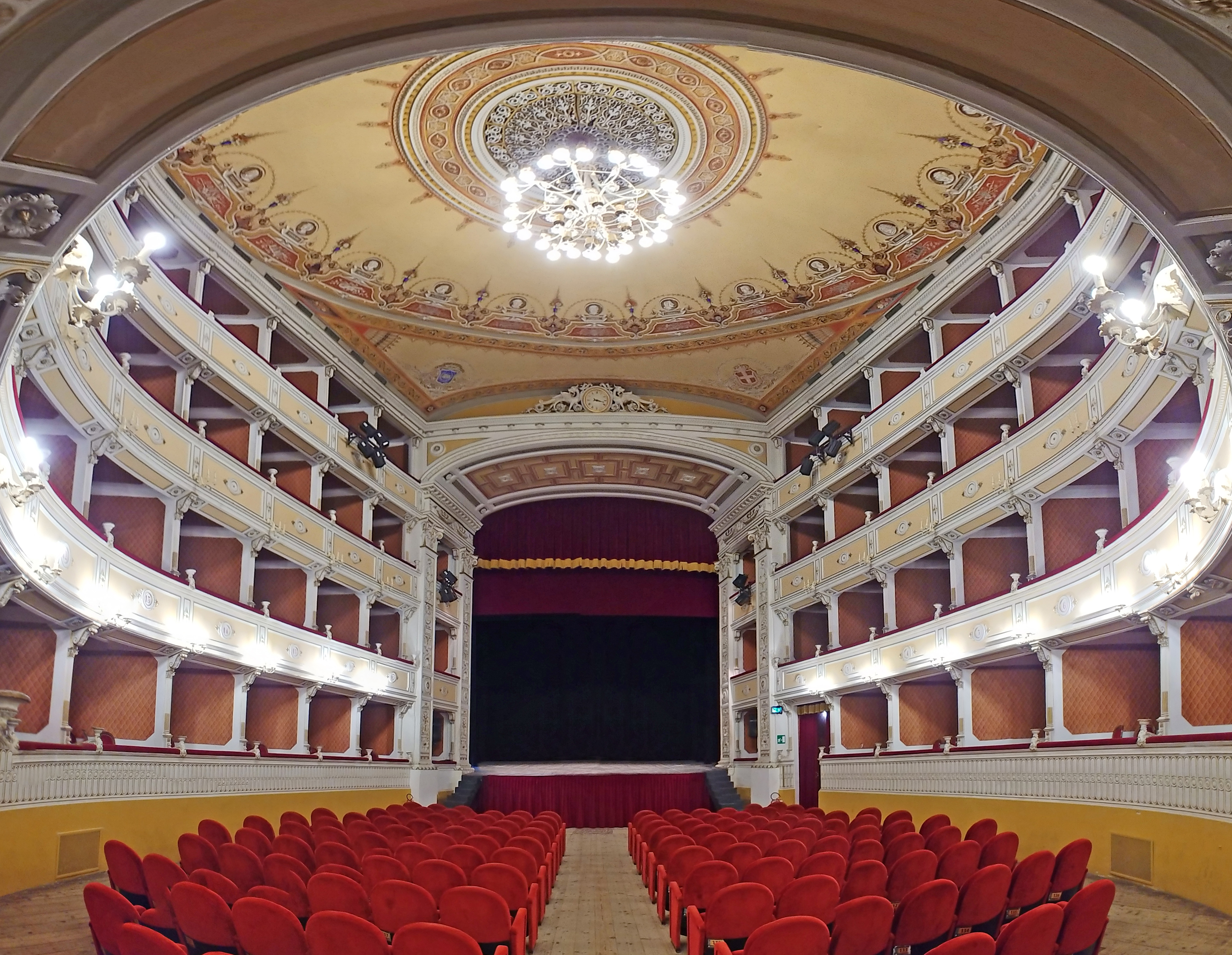
L'interno
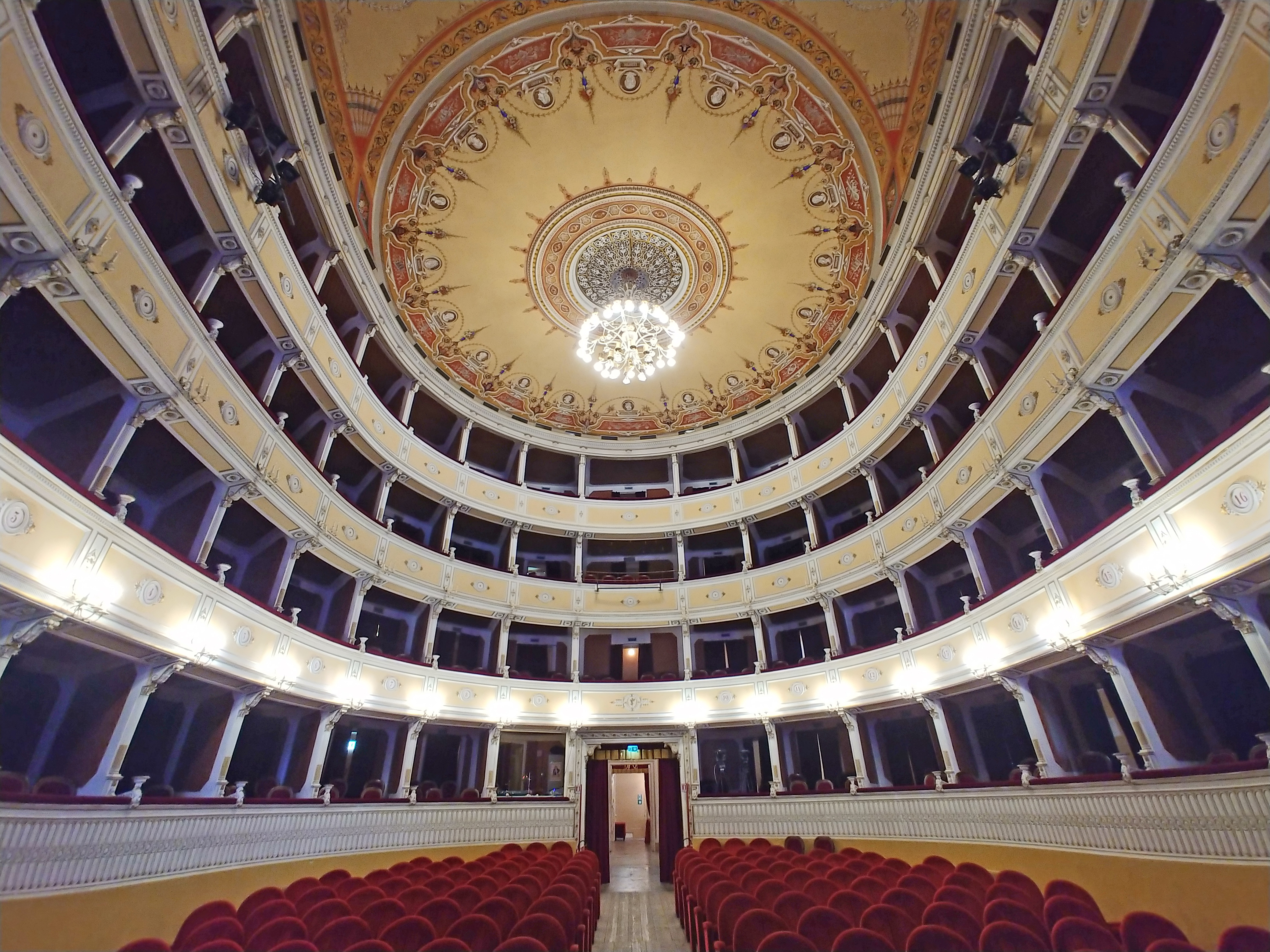
L'interno